# Jacopo Rusticucci
Jacopo Rusticucci est un homme politique de Florence au XIIIe siècle.

## Divine Comédie
Jacopo Rusticucci est l'un des personnages de la Divine Comédie de Dante Alighieri, il est cité  dans l'Enfer - Chant VI, v. 80 :
(it)

« Farinata e ’l Tegghiaio, che fuor sí degni,
Jacopo Rusticucci, Arrigo e ’l Mosca
e li altri ch’a ben far puoser li ’ngegni. »

— Enfer - Chant VI, v.79-81
(fr)

« Farinata et Tegghiaio, qui furent si valeureux,
Jacopo Rusticucci, Arrigo et Mosca
et les autres qui mirent leurs efforts à bien faire. »

— La Divine Comédie (traduction Jacqueline Risset)/L’Enfer/Chant VI, v.79-81